# San Giovanni Battista dei Cavalieri di Rodi
San Giovanni Battista dei Cavalieri di Rodi ou Igreja de São João Batista dos Cavaleiros de Rodes, conhecida também como San Giovanni Battista al Foro di Augusto, é uma igreja de Roma, Itália, localizada na Piazza del Grillo no rione Monti e dedicada a São João Batista. É uma das igrejas nacionais da comunidade grega na cidade.

## História
Embora tenha sido construída sobre as ruínas do Fórum de Augusto, a igreja é um edifício moderno, construído em 1946, em uma das salas da famosa Casa dei Cavalieri di Rodi ("Casa Dos Cavaleiros de Rodes", um dos nomes pelo qual são conhecidos os Cavaleiros Hospitalários). Eles compraram as terras dos Cavaleiros Templários quando estes foram suprimidos no início do século XIV. A igreja foi construída na forma de um quadripórtico com arcos em travertino. Na parede traseira estão esculturas de Alfredo Biagini (1886–1952).

## Galeria

Imagens da igreja
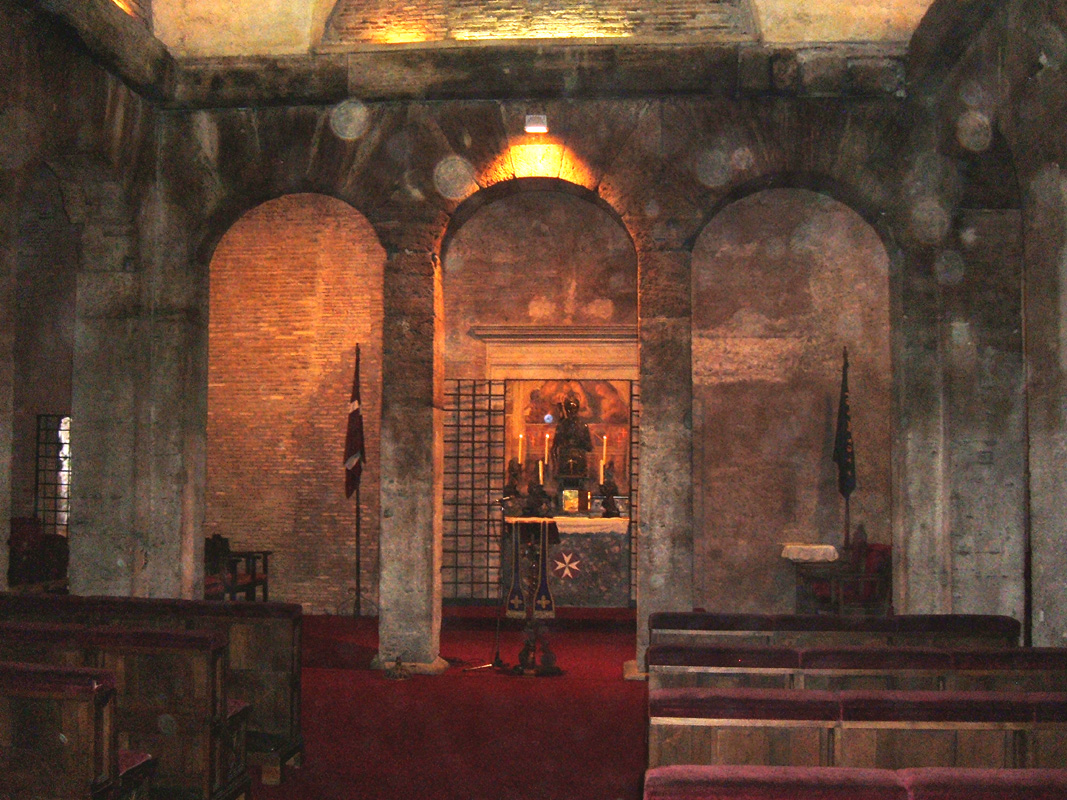
Vista do interior.
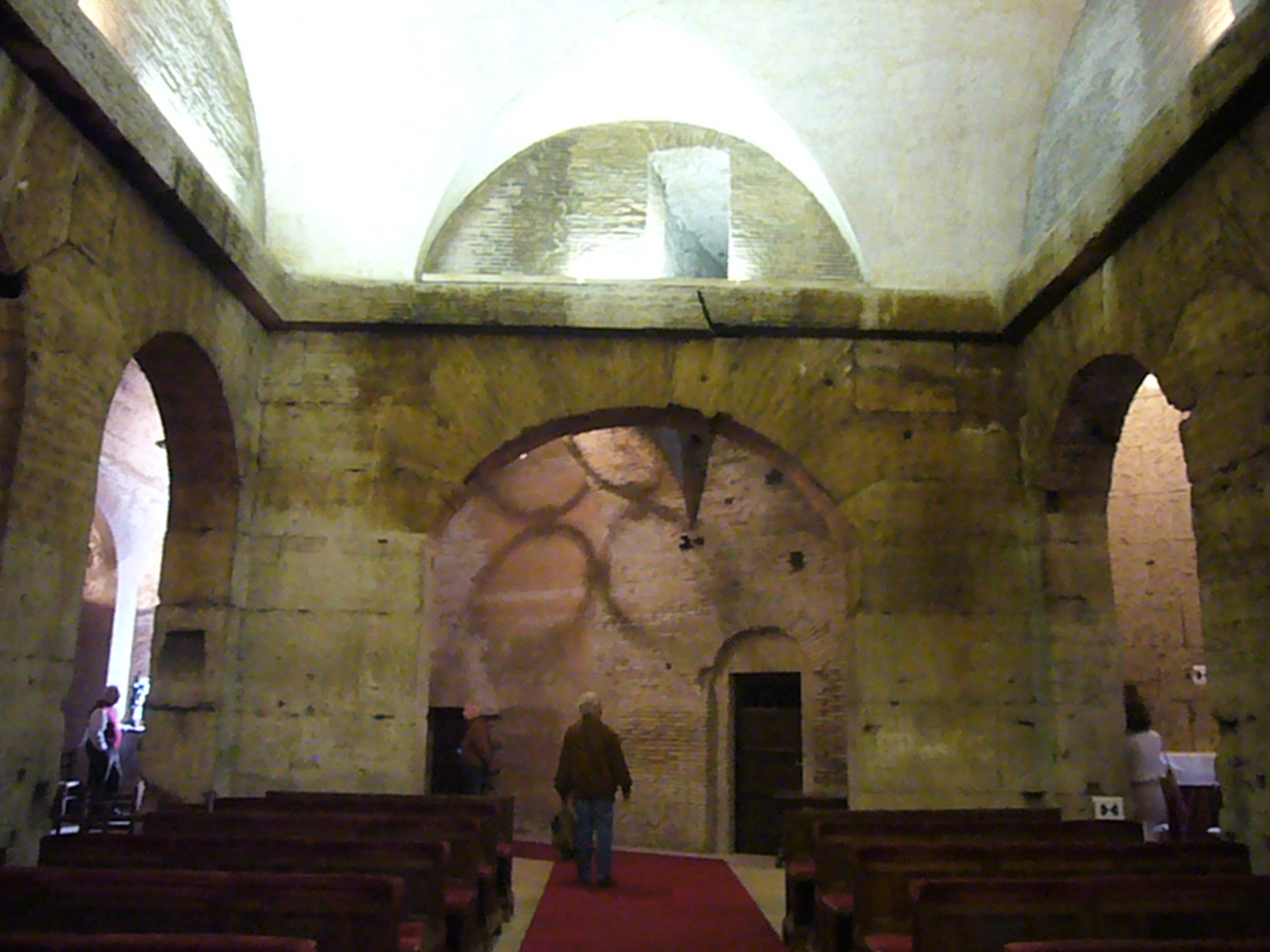
Contra-fachada.
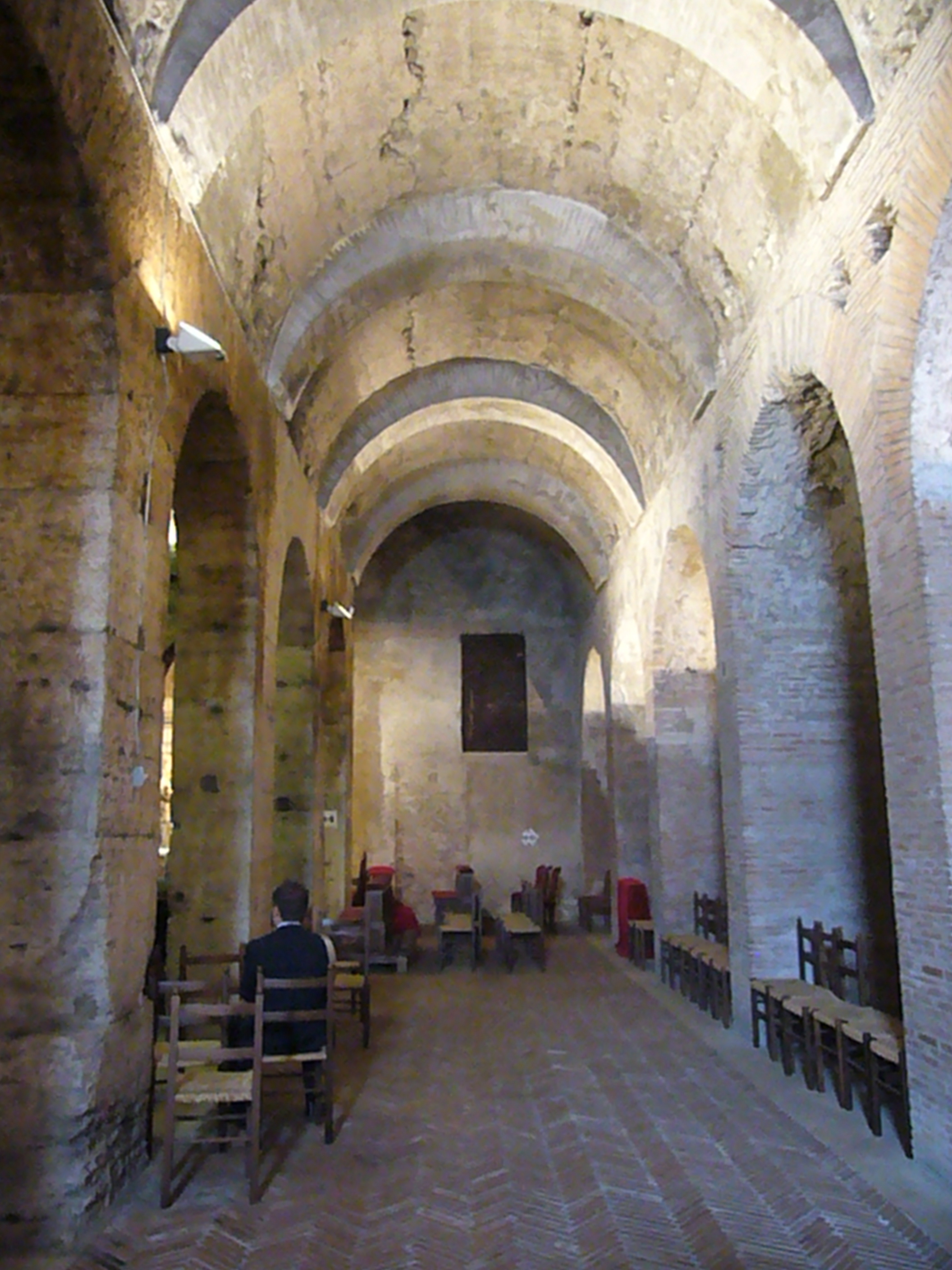
Pórtico.